# Zadłużenie zagraniczne PRL
Po II wojnie światowej Polska podjęła spłaty części zobowiązań przedwojennych.
Poprzez odrzucenie planu Marshalla Polska uzależniła się w pełni od ZSRR.
W 1957 r. zadłużenie zagraniczne wynosiło 232 mln dolarów USA. W 1960 r. zadłużenie to zwiększyło się do 1752 mln dolarów USA, w latach 60. nastąpiło jego obniżenie do 716 mln dolarów USA w 1967 r., lecz do 1970 r. ponownie wzrosło do ok. 1,7 mld dolarów USA, w tym 1 mld wobec państw kapitalistycznych.
Stan niskiego zadłużenia zagranicznego utrzymywał się do roku 1971. Po zastąpieniu Władysława Gomułki (znanego z niechęci do zaciągania kredytów) – przez Edwarda Gierka, 31 grudnia 1970 roku zadłużenie Polski wobec krajów kapitalistycznych wynosiło 1,1 mld USD (6,4 mld USD w 2011). Relacja zadłużenia dewizowego do wpływów dewizowych z eksportu towarów i usług wynosiła wtedy 86%.

## Historia

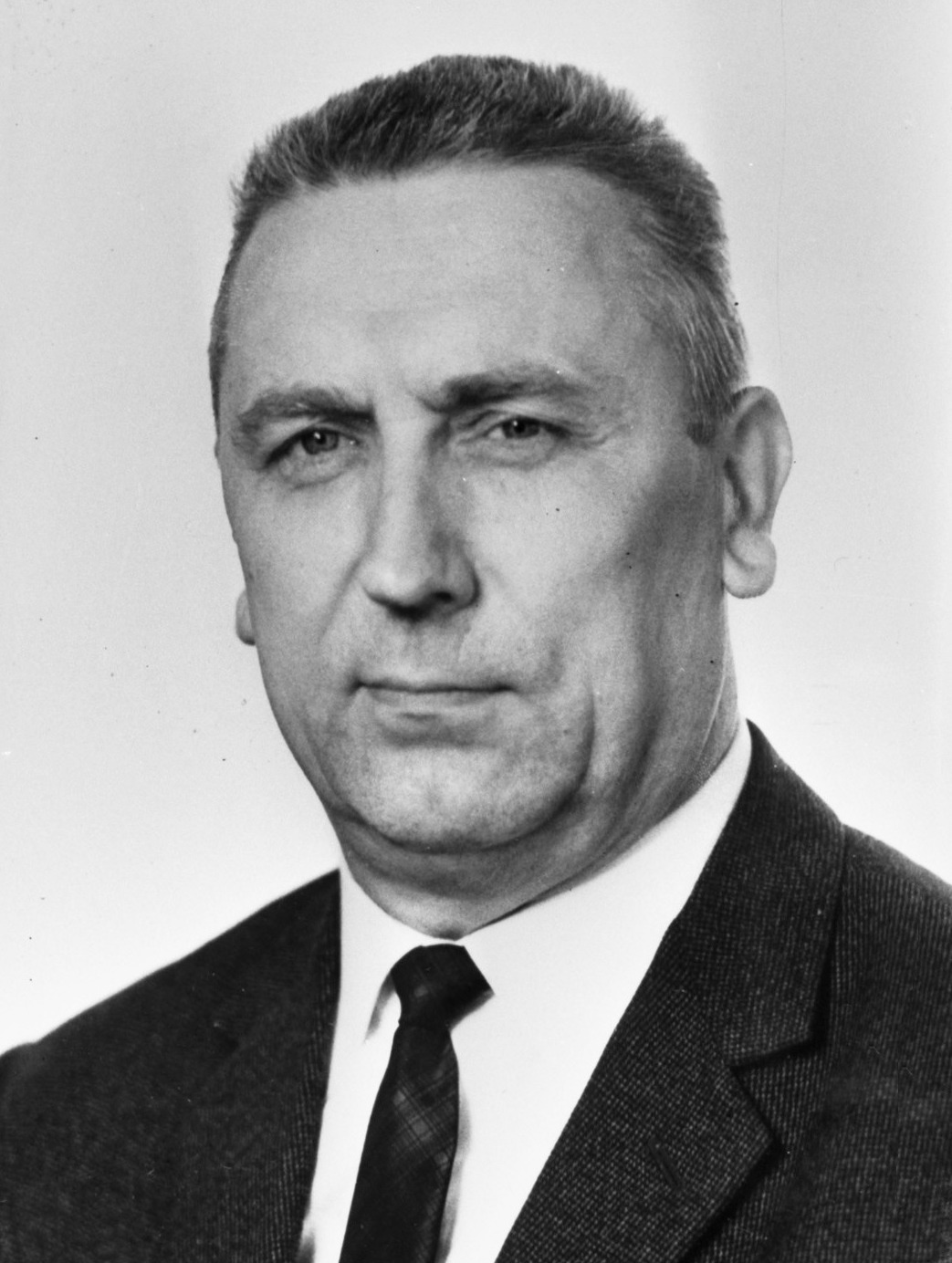
Edward Gierek

W roku 1973 stan zadłużenia w walutach wymienialnych przekroczył ówczesny poziom rocznych wpływów z eksportu w tych walutach. W 1975 roku stopień obciążenia wpływów z eksportu obsługą długów, w obrotach z krajami kapitalistycznymi osiągnął poziom 32%. Przekroczona została granica struktury zadłużenia: szybciej rosło zadłużenie z tytułu kredytów krótkoterminowych, którymi łatano dziury w spłatach – w szczytowym roku 1976 relacja zadłużenia krótkoterminowego do wpływów z eksportu wyniosła ponad 46%, a całkowite zadłużenie wynosiło 8,4 mld USD.
W 1980 zadłużenie zagraniczne w walutach wymienialnych osiągnęło poziom 24,1 mld USD (66,3 mld w 2011 USD), a wymagalne płatności z tytułu obsługi zadłużenia zagranicznego na rok 1981 wynosiły 10,9 mld USD (4,4 mld USD – spłata kredytów, 3,1 mld USD spłata kredytów bankowych; 2,6 mld USD – odsetki, 0,8 mld USD – sfinansowanie deficytu obrotów bieżących), podczas gdy wartość całego eksportu do krajów kapitalistycznych miała wynieść 8,5 mld USD.
Według szacunkowych danych tylko 20% otrzymywanych w latach siedemdziesiątych kredytów przeznaczono na finansowanie inwestycji i wzrostu mocy wytwórczych. Główną ich część (ok. 65%) wykorzystano na import surowców i materiałów do produkcji. Reszta (ok. 15%) sfinansowała zakup artykułów konsumpcyjnych, przede wszystkim produktów rolnych, gdyż krajowa produkcja żywności nie nadążała za wzrostem konsumpcji.
W 1981 roku rząd gen. Jaruzelskiego poinformował Klub Paryski o wstrzymaniu spłat zadłużenia zagranicznego w wysokości 25,5 miliarda USD (w 2012 roku ok. $64,92 miliarda) oraz 3,1 miliarda rubli transferowych (ok. 2,5 miliarda USD) z powodu niewypłacalności PRL.
W latach 1981–1989 średnie oprocentowanie zadłużenia sięgało 10%. Z kwoty około 27 mld dolarów odsetek spłacono nieco ponad 12 mld dolarów, zaś około 15 mld dolarów powiększyło stan zadłużenia. W 1985 zadłużenie zagraniczne wynosiło 53,1% dochodu narodowego wytworzonego. W końcu 1989 roku całkowity dług zagraniczny wynosił 42,3 mld dolarów (77,4 mld w 2011 USD), w tym 40,8 mld dolarów w walutach krajów zachodnich i 1,5 mld dolarów w walutach krajów socjalistycznych (w latach 80. narastało także zadłużenie w rublach transferowych, osiągając w 1988 poziom 6,5 mld) – była to równowartość 64,8% ówczesnego dochodu narodowego, przeliczonego na USD po kursie oficjalnym.
Kredyty zagraniczne PRL, mające przyczynić się do zmniejszenia dysproporcji gospodarczych pomiędzy Polską a krajami Zachodu, okazały się w rzeczywistości istotną barierą rozwoju (całkowity wzrost PKB w latach 1979–1989 wyniósł +1,1%). W 1989 roku powołany został Fundusz Obsługi Zadłużenia Zagranicznego, którego zadaniem miało być skupowanie polskiego długu poniżej ceny nominalnej.
Zmiany zadłużenia w walutach wymienialnych (w mld USD) w okresie PRL:
| Rok  | Nominalnie | Wartość realna długu w 2005 |
| ---- | ---------- | --------------------------- |
| 1946 | 0,2        | 2,0                         |
| 1955 | 0,3        | 2,2                         |
| 1963 | 1,0        | 7,0                         |
| 1970 | 1,1        | 6,4                         |
| 1976 | 8,4        | 28,8                        |
| 1980 | 24,1       | 57,1                        |
| 1985 | 29,3       | 53,2                        |
| 1989 | 40,8       | 64,3                        |
| 1990 | 46,1       | 68,9                        |

### Restrukturyzacja zadłużenia pozostałego po PRL w latach 90.
W I połowie lat 90. nastąpiły restrukturyzacja i umorzenie części strumienia rat kapitałowych oraz odsetek należnych za lata 1991–2003. Operacja była możliwa dzięki – jak się powszechnie sądzi – poparciu USA po udanej akcji polskiego wywiadu w Iraku w 1990 (I wojna w Zatoce Perskiej).
W I etapie, rozpoczętym 1 kwietnia 1991 zadłużenie zostało zmniejszone o 30 proc. według wyceny NPV: umorzonych zostało 6,9 mld USD należnych odsetek oraz 2,9 mld USD kapitału zadłużenia wobec Klubu Paryskiego, głównie dzięki redukcji o 80 proc. odsetek za lata 1991–1994 (po spełnieniu warunku spłaty gotówką 20 proc. pozostałych odsetek).
II etap redukcji zadłużenia rozpoczął się 21 kwietnia 1994 r., a jego realizacja miała przynieść w efekcie zmniejszenie zadłużenia o dalsze 20 proc. według wyceny NPV. Nastąpiło zróżnicowanie płatności w zależności od opcji wybranej przez wierzycieli z Klubu Paryskiego. Do wyboru były trzy możliwości: redukcja kapitału i konieczność spłaty odsetek w pełnej wysokości od zredukowanego kapitału, redukcja odsetek naliczonych od całego kapitału według stopy rynkowej, oraz redukcja odsetek, ale 50 proc. należnych odsetek z lat 1994–2003 miała być skapitalizowana i następnie spłacana w 22 równych, półrocznych ratach wraz z kapitałem. W sumie, w ramach I i II etapu zredukowano kapitał zadłużenia o ok. 6 mld USD.
W październiku 1994 r., po długich negocjacjach trwających od roku 1991, został zredukowany dług wobec Klubu Londyńskiego. Umorzono część (0,87 mld USD) zaległości odsetkowych, wykupiono 3,25 mld USD kapitału (w cenie 38-41 centów za dolara), pozostałe 10,27 mld USD zamieniono na nowe obligacje o wartości 7,98 mld USD i rentowności ok. 7% – w rezultacie zadłużenie Polski wobec Klubu Londyńskiego zmniejszyło się (X 1994) o 6,41 mld USD, kosztem wzrostu zadłużenia względem innych podmiotów – głównie MFW i Banku Światowego – na kwotę 1,71 mld USD.
Na koniec roku 1994, a więc po zredukowaniu kapitału wraz z zaległymi odsetkami, całkowite zadłużenie zagraniczne Polski wynosiło 42,174 mld USD.
Polska podpisała również porozumienie z 3 członkami Klubu Paryskiego – Francją, Szwajcarią i USA w sprawie konwersji części spłacanego długu na inwestycje proekologiczne – USA i Szwajcaria przeznaczyły na ten cel po 10% rocznej spłaty, Francja – 1%; łącznie było to 470 mln USD rozłożonych na 17 lat.
Nowy harmonogram spłat zrestrukturyzowanego zadłużenia przewidywał, że zwrot polskiego długu wobec Klubu Paryskiego powinien nastąpić do 2014 r., natomiast wobec Klubu Londyńskiego do 2024 r. Obciążenia związane z jego spłatą miały w kolejnych latach wzrastać – od ok. 2 mld USD w 1995 do 4,5 mld USD w 2000, a w latach 2005–2008 osiągnąć 6–7 mld USD.
Zadłużenie wobec ZSRR i innych krajów RWPG zostało umorzone do 1996 na zasadzie opcji zerowej, tj. kompensacji wzajemnych zobowiązań (możliwej dzięki olbrzymiej nadwyżce z 1990 w handlu rozliczanym w rublach transferowych). Zasadnicza część tych zobowiązań, dotycząca ZSRR w kwocie 4,7 mld rubli transferowych i ok. 2 mld USD została skompensowana należnościami wobec Polski w kwocie 7 mld rubli transferowych i 366 mln USD.
Zmiany zadłużenia PRL (w mln USD) w latach 90:
|                      | 1990      | 1991      | 1992      | 1993      | 1994      | 1999      |
| -------------------- | --------- | --------- | --------- | --------- | --------- | --------- |
| Ogółem               | 48 474,78 | 48 411,93 | 47 044,33 | 47 246,30 | 42 174,00 | 31 300,00 |
| Klub Paryski         | 32 778,36 | 31 525,82 | 29 558,93 | 28 666,69 | 26 818,00 | 22 800,00 |
| Gwarantowane poza KP | 530,65    | 443,76    | 358,10    | 276,41    | 224,00    |           |
| Klub Londyński       | 11 163,78 | 11 733,47 | 12 163,12 | 12 695,92 | 7 988,00  | 5 300,00  |
| b. ZSRR i b. RWPG    | 2 407,94  | 2 572,48  | 2 591,24  | 2 711,11  | 2 395,00  | 0,00      |

31 marca 2009 Polska ostatecznie spłaciła wszystkie swoje zobowiązania wobec Klubu Paryskiego (z wyjątkiem 118 mln USD zobowiązań wobec Japonii, które będą spłacane zgodnie z harmonogramem do roku 2014).
29 października 2012 roku poinformowano o spłacie całego długu z tzw. „czasów Gierka”.